# 古里亞大區
古里亞（羅馬化：Guria），又译为古利亞，是格魯吉亞西部的一個大区，位于黑海东岸，区府为奧祖爾蓋蒂。面積为2,033平方公里，2016年人口数量为113,000人。

## 历史
10世紀被納入格魯吉亞王國的版圖，此前受西格魯吉亞歷代統治者的管轄。1466年獨立，為一公國，此後成為鄂圖曼帝國的朝貢國（曾試圖反抗但失敗），同時又涉足格魯吉亞諸國的權力鬥爭。1810年併入沙俄，1829年公國被廢，最後一位公爵流亡鄂圖曼帝國。1840年劃入庫塔伊西省。

## 行政区划
古里亚大区下分为3个市镇：
- 蘭奇胡蒂市鎮（图中西北部）
- 奧祖爾蓋蒂市鎮（图中西南部）
- 喬哈陶里市鎮（图中东部）

## 经济

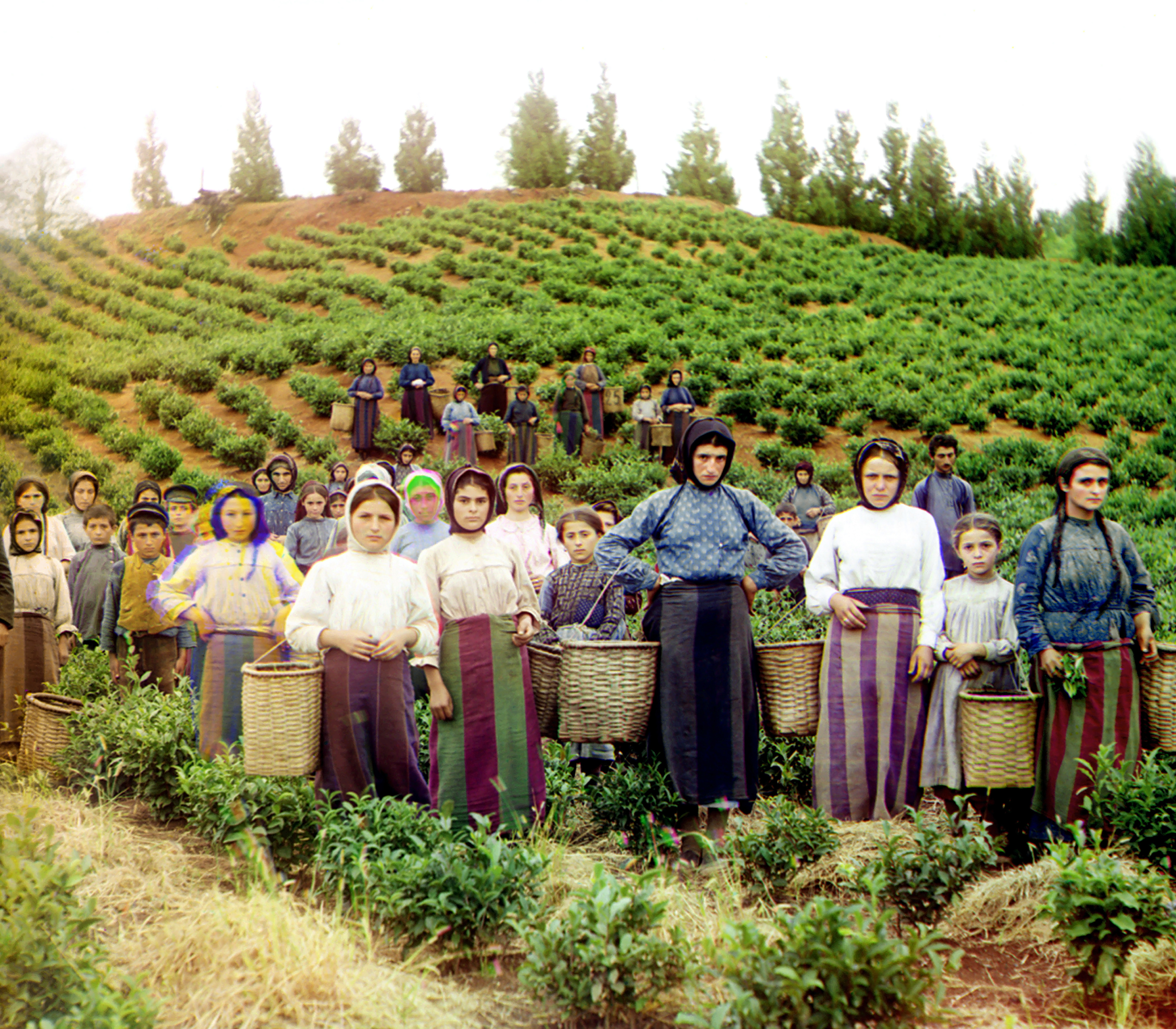
大约在1905-1915年间希腊族妇女在采茶

该大区的主要经济活动为亚热带的农业和旅游业。主要自然资源之一为水资源。该大区以其矿泉水品牌納貝拉維而著称，其化学成分跟Borjomi矿泉水类似。海边度假小镇乌雷基也很有名，那里有磁性的沙子。古里亚也是格鲁吉亚种茶区域之一。